# Petříkovice (Nadějkov)
Petříkovice (německy Petrikowitz) jsou malá vesnice, část obce Nadějkov v okrese Tábor v Jihočeském kraji. Nachází se asi 1,5 kilometru jižně od Nadějkova. Prochází zde silnice II/123. Je zde evidováno 15 adres. V roce 2011 zde trvale žilo 34 obyvatel.
Petříkovice jsou také název katastrálního území o rozloze 1,24 km².

## Historie
První písemná zmínka o vesnici pochází z roku 1395.

## Obyvatelstvo
| Rok            | 1869 | 1880 | 1890 | 1900 | 1910 | 1921 | 1930 | 1950 | 1961 | 1970 | 1980 | 1991 | 2001 | 2011 | 2021 |
| -------------- | ---- | ---- | ---- | ---- | ---- | ---- | ---- | ---- | ---- | ---- | ---- | ---- | ---- | ---- | ---- |
| Počet obyvatel | 85   | 77   | 64   | 73   | 79   | 60   | 61   | 59   | 55   | 46   | 32   | 27   | 36   | 34   | 27   |
| Počet domů     | 10   | 10   | 10   | 11   | 11   | 11   | 10   | 10   | 41   | 11   | 10   | 9    | 14   | 14   | 14   |

## Obecní správa
Při sčítání lidu v letech 1850–1979 Petříkovice byly samostatnou obcí, se kterým patřily nejprve do okresu Sedlčany, ale v roce 1950 v okrese Milevsko a od roku 1960 v okrese Písek. Od 1. ledna 1980 jsou částí obce Nadějkov v okrese Písek, ale od 24. listopadu 1990 v okrese Tábor. V letech 1850–1949 a od 1. ledna 1976 do 31. prosince 1979 k obci patřily Brtec a Vratišov, v letech 1850–1979 Hronova Vesec, Mozolov a Šichova Vesec, v letech 1960–1979 Modlíkov a v letech 1962–1979 také Číčovice.